# Lize Kop
Lize Kop, née le 17 mars 1998, est une joueuse de football internationale néerlandaise.

## Biographie
Elle reçoit sa première sélection en équipe des Pays-Bas le 4 mars 2019, lors d'un match contre la Pologne, à l'occasion de l'Algarve Cup 2019.
Elle est ensuite retenue parmi les 23 joueuses néerlandaises afin de participer à la Coupe du monde 2019 organisée en France.

## Palmarès
- Championne des Pays-Bas en 2018 avec l'Ajax Amsterdam
- Vainqueur de la Coupe des Pays-Bas en 2018 et 2019 avec l'Ajax Amsterdam